# Rallye routier moto
 (avril 2016).
Si vous disposez d'ouvrages ou d'articles de référence ou si vous connaissez des sites web de qualité traitant du thème abordé ici, merci de compléter l'article en donnant les références utiles à sa vérifiabilité et en les liant à la section « Notes et références ».
Le Rallye routier moto est la plus ancienne discipline du sport motocycliste.
C'est la course dans sa plus simple expression : une moto peu ou pas préparée (une moto de tous les jours convient parfaitement), un parcours routier en boucle (à parcourir plusieurs fois) ou linéaire indiqué par roadbook, entrecoupé par des épreuves spéciales chronométrées sur routes fermées (parfois sur circuit comme au Rallye de la Sarthe).

## Description

### Championnat de France des rallyes routiers
Source.
- Rallye des Garrigues
- Rallye de la Sarthe
- Rallye de Corse
- Rallye des Ardennes
- Rallye de l'Ain
- Rallye du Dourdou[3]

### Rallyes hors championnat
- Rallye des volcans
- Rallye des ch'tis givrés[4]
- Normand's ice rallye
- Challenge Tour

### Autres rallyes
- Dark Dog Moto Tour

## Catégories
En championnat de France les catégories sont soumises aux modifications, mais la liste suivante représente les grandes catégories du rallye routier moto en 2023.

### Rallye1
- Bicylindre 4T de + 800cc
- 3 cylindres 4T de + 675cc
- 4 cylindres et + 4T de + 600cc
- Machine homologuée à titre isolé de + 125cc

### Rallye2
- Mono de + 450cc 4T
- Mono et bicylindres de + 300cc 2T
- Bicylindres de 650cc à 800cc 4T
- Trois cylindres ≤ 675cc 4T
- Quatre cylindres et + ≤ 600cc 4T
- Scooter à 2 ou 3 roues de + 650cc 4T

### Rallye3
- 125 cc 2T et 4T
- Mono ≤ 450cc 4T
- Mono ≤ 300cc 2T
- Bicylindres ≤ de 300cc 2T
- Bicylindres ≤ 650cc 4T
- Multi cylindres ≤ 500cc 4T
- Scooter à 2 et 3 roues de + 125cc à 650cc
- Motos électriques

### Side-cars
- Tous les side-cars et spider homologués

### Anciennes
- Homologation comprise entre le 01/01/1955 et le 31/12/1980

### Classiques
- Homologation comprise entre le 01/01/1981 et le 31/12/1998

## Déroulement
Le rallye routier moto consiste à parcourir les liaisons à une vitesse moyenne de 60 km/h dans le respect du code de la route afin de rejoindre les épreuves spéciales (route fermée ou circuit).
Les liaisons sont ponctuées par des points de contrôle horaire (CH), afin de vérifier que le pilote respecte la vitesse moyenne imposée, et de point de passage (CP), afin de vérifier que le pilote emprunte bien le chemin indiqué sur les roadbooks (il peut arriver qu'un raccourcit puisse permettre de ne pas parcourir une partie du tracé prévu. Un pilote de la région ou qui a reconnu le parcours pourrait alors gagner du temps. C'est une zone très prisée pour la mise en place d'un CP).
À noter qu'en championnat, le PSR (Peloton de sécurité routière) assure le contrôle du respect des règles du code de la route sur les liaisons. Un pilote contrôlé en infraction se verra non seulement infliger une contravention au titre de son infraction mais aussi des pénalités dans l’épreuve.
Le CH est une zone balisée et indiquée sur le roadbook, deux panneaux indiquant le CH (souvent représentant un chronomètre), un jaune et un rouge délimitent une zone tampon d'environ une centaine de mètres. Cette zone permet au pilote arrivant en avance sur l’horaire prévu de patienter pour pointer dans sa minute sans risquer une pénalité. Le pointage se faisant sur les rallyes de championnat par le passage de la moto sur un tapis électromagnétique qui enregistre les informations du transpondeur fixé sur la moto.
Un pilote étant parti du départ à 8 h 0 et ayant à parcourir une liaison de 43 km devrait se présenter au premier CH entre 8 h 43 min 0 s et 8 h 43 min 59 s.
Une fois sa moto passée sur le tapis, une étiquette de pointage (imprimée, tamponnée ou manuscrite) est accolée sur le carton de pointage du pilote. Le CP est une zone balisée non indiquée sur le roadbook où le pilote se voit tamponner (ou inscrire) une confirmation de passage.
L’épreuve spéciale se court sur une route fermée à la circulation ou sur un circuit de vitesse (sur le circuit Bugatti au Rallye de la Sarthe). Les pilotes s'y élancent un par un toutes les minutes (30 secondes sur certains rallyes). Le but de l’épreuve spéciale étant de parcourir la spéciale le plus vite possible.
Finalement, le pilote vainqueur sera celui qui aura parcouru l'ensemble des liaisons dans le temps imparti (ni trop lentement et sans se perdre) et qui aura accumule le moins de temps pour parcourir l'ensemble des épreuves spéciales. Des points sont attribués par catégories, le cumul de toutes les épreuves donnant le classement du championnat.